# Heldreich
Heldreich (auch Hildreich, Hildrich, Heldrich) ist oder war der Name einer ursprünglich in Görlitz beheimateten Familie. 1598 wurde ein Stamm durch Rudolph II. im Reichsadelstand bestätigt. 260 Jahre zuvor (1338) empfingen die Herren von Heldreich von Kaiser Ludwig von Bayern bereits einen Wappenbrief, sowie abermals 140 Jahre zuvor (1198) einen von Friedrich I.
Nennenswerte Familienmitglieder sind beispielsweise der Görlitzer Bürgermeister Georg Hildreich oder auch der mit Darwin befreundet gewesene Theodor von Heldreich.

## Geschichte
Die erste Nachricht des Geschlechts erzählt von der Erhebung des Matthias Heldrich in den Ritterstand durch Herzog Lothar im Jahr 1124. Ein sich in Brünn verdient gemachter Balthasar Anton Heldreich wurde im Jahr 1696 in den böhmischen Adelsstand erhoben, führte aber ein vollkommen unterschiedliches Wappen und wird auch im Zusammenhang mit den sächsischen Herren von Heldreich nicht erwähnt. Valentin König begann die Stammreihe bei Otto Hildtrück, der in den Jahren zwischen 940 und 960 gelebt haben soll. Er sei der Ururgroßvater des erwähnten Mathias von Heldreich gewesen. Dieser habe Herzog Lothar in der Schlacht am Welfesholz das Leben gerettet. Warum er erst neun Jahre nach diesem angeblichen Ereignis zum Ritter geschlagen wurde, ist unklar. Johannes Heldreich, ein Enkel des vorherigen Mathias’ Bruders, war acht Jahre Marschall unter Heinrich VI. Mit Heinrich dem Löwen soll er ins Heilige Land Jerusalem gezogen und auf der Rückreise verstorben sein. Im Kreuzgang des Klosters Nauenburg liegt er begraben. Johannes’ Enkel Melchior habe als Rittmeister unter Graf von Nassau in den Schlachten gegen den unterlegenen Herzog von Brabant teilgenommen. Mathias’ gleichnamiger Sohn stand in Diensten Friedrich Barbarossas. Des jüngeren Mathias’ Urenkel Heinrich von Heldreich stand als Hofmeister in Diensten Konradins. Ein weiterer seiner Urenkel, Paul von Heldreich, diente am Hof Kaiser Alberts I (?). Pauls Sohn Friedrich wiederum diente dem Herzog Friedrich von Österreich und Schwaben (?) gegen Ludwig den Bayer. Über Carolus und Konrad setzt sich die Stammreihe ununterbrochen fort zu Georg und seinem gleichnamigen Sohn Georg (II) sowie Enkel Georg (III). Letzterer soll der im Jahr 1598 im Adel Bestätigte sein.
Bis hierhin stammen alle Nachrichten der Stammreihe Valentin Königs. Die Angaben der drei überlieferten Stammesmitglieder namens Georg decken sich in etwa mit denen bei Paul Fritsch, beispielsweise nennt Fritsch den Görlitzer Ratsherren (d. d. 1530) Georg Heldreich († 1549) und den Görlitzer Bürgermeister (d. d. 1615) Georg Heldreich († 1617). Walter von Boetticher begann die Genealogie mit diesen drei Georgen, fußend auf urkundlichem Material. Seine diesbezüglichen Angaben finden sich übereinstimmend bei König und Max Gondolatsch’s ausführlichen Kurzbiografien zu Georg II (* 1547; † 1. August 1617) als Sohn Georgs I. („d. Ält.“), und Georg III (* 1571; † 12. Januar 1598). Gondolatsch beschrieb zudem Friedrich von Hildreich, einen Bruder Georgs I. Friedrich war 1584 bis 1590 Mitglied bzw. Wirt im Convivium Musicum, zu dem sein Neffe Georg (II) und dessen Sohn Georg (III) im gleichen Zeitraum jeweils ein paar Male als Gäste erschienen. Jener Friedrich fehlt in Königs ausführlichem Stammbaum.
Carolus Heldreich († 1639) Landesältester des Fürstentums Sagan war laut König Georgs (III) Enkel. Laut Fritsch und von Boetticher, der nebenbei bemerkt Georg II. und Georg III. vertauschte, war Carolus des jüngsten Georgs Sohn.
Weitere genealogische Daten reichen bis Mitte des 19. Jahrhunderts hinein und stimmen bei von Boettichers und Königs ausführlichen Beschreibungen teilweise bis ins Detail.
Der Botaniker Theodor von Heldreich war der Sohn von Conrad Friedrich Robert von Heldreich (1796–1851) und Amalia Charlotte Humbold. Die Stammlinie seiner Vorfahren reicht bis in die erste Hälfte des 17. Jahrhunderts zu Johann Friedrich von Heldreich auf Bischdorf. Dieser sei „wohl“ ein naher verwandter des im Jahr 1629 in Holtendorf begüterten Augustin von Heldreich gewesen. Die Verbindung zur Stammlinie zu Beginn der frühen Neuzeit ist nicht bekannt, die Verwandtschaft aber gewiss.